# Chapelle de Tell
La chapelle de Tell (en allemand Tellskapelle) est une chapelle située entre Sisikon et Flüelen, le long de la Voie Suisse, dans le canton d'Uri, en Suisse.

## Histoire
Une première chapelle de Tell fut érigée en 1388, sur le site historique de la Tellsplatte, où, selon la légende, Guillaume Tell aurait sauté du bateau du bailli Gessler pour lui échapper. Sa première mention dans la littérature est faite par Heinrich Brennwald au début du XVIe siècle. 
Consacrée à saint Sébastien, la chapelle actuelle a été construite entre 1879 et 1880.

## Description
La chapelle abrite quatre fresques du peintre bâlois Ernst Stückelberg (de) décrivant quatre évènements des mythes fondateurs de la Suisse, à savoir le serment du Grütli, le tir à l'arbalète, le bond de Tell et la mort de Gessler dans le  chemin creux (où une autre chapelle a été dédiée à Guillaume Tell). 
Chaque vendredi suivant l’Ascension, les Uranais commémorent ce fait par un pèlerinage en bateau. Selon les autorités de la commune de Sisikon, la chapelle, représentée en blanc avec un toit rouge, figure sur les armoiries de la commune.

## Postérité

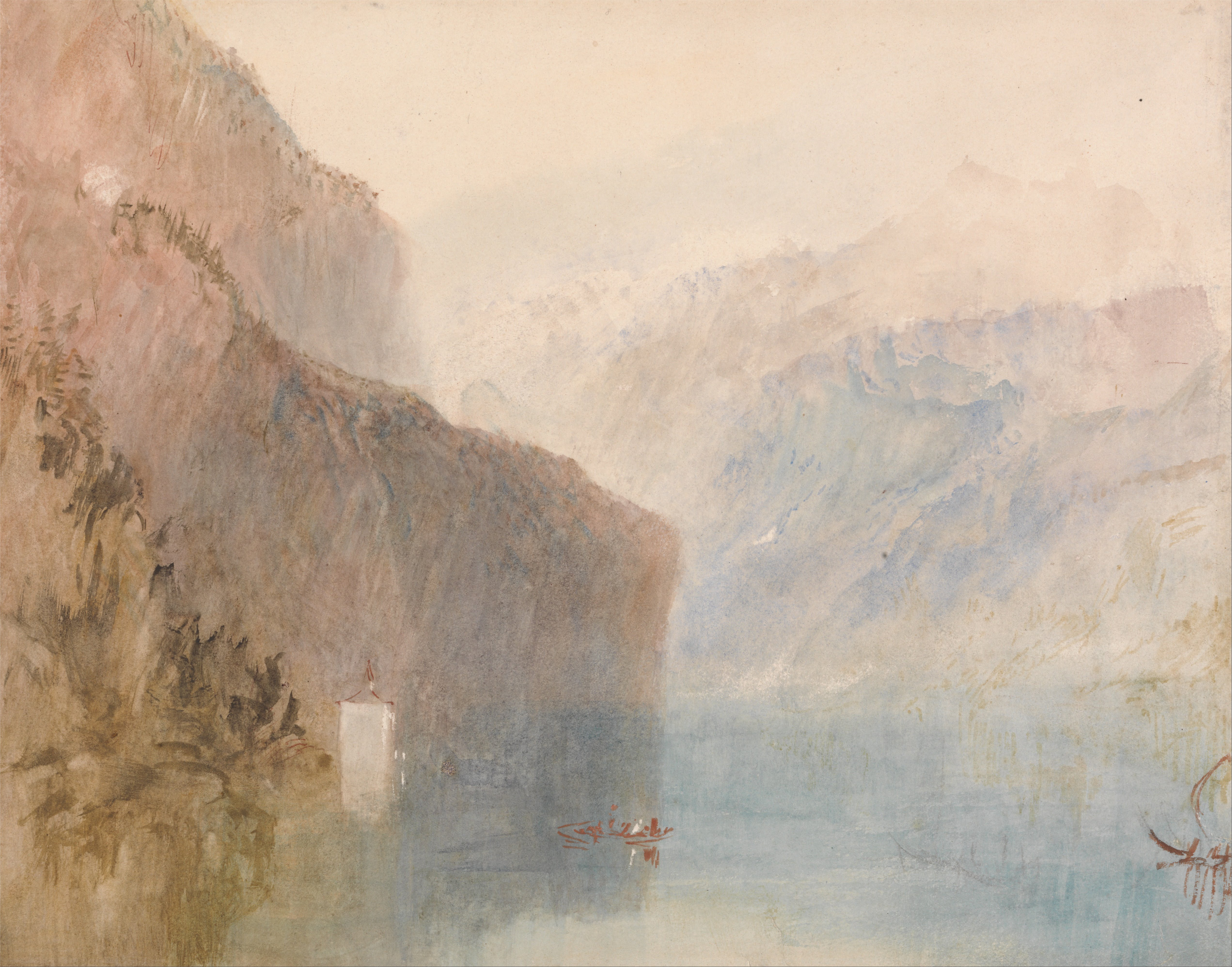
Chapelle de Tell, aquarelle
William Turner, 1841
Centre d'art britannique de Yale

Le poète Samuel Rogers dans son ouvrage L'Italie (1822), considéré comme son chef-d'œuvre, célèbre la défense de la liberté de Guillaume Tell en faisant plusieurs références à la chapelle sur le lac de Lucerne. Cet ouvrage a été illustré par le peintre Turner qui en a fait une série d'aquarelles L'Italie de Samuel Rogers dont La Chapelle de Guillaume Tell en 1826-1827, conservée à la Tate Britain à Londres. Il reprendra ce thème en 1841 dans une autre aquarelle conservée au Centre d'art britannique de Yale à New Haven.
Le pianiste et compositeur Franz Liszt lui consacre le premier morceau de ses Années de pèlerinage.